# Rio Carecna
O Rio Carecna é um rio da Romênia, afluente do Siret, localizado no distrito de Vrancea.